# Козлянинов, Николай Фёдорович
Николай Фёдорович Козлянинов (1818—1892) — генерал-адъютант, генерал от инфантерии, командующий Киевским военным округом, член Военного совета Российской империи.

## Биография
Происходил из старинного русского дворянского рода, известного с XVII века, родился 7 декабря 1818 года.
Образование получил в Институте Корпуса инженеров путей сообщения, из которого выпущен 29 мая 1835 года прапорщиком. 13 мая 1837 года произведён в подпоручики и 4 июня 1838 года — в поручики, поступив вслед затем в Николаевскую академию Генерального штаба. По окончании в 1840 году курса академии, переименован в подпоручики и причислен к Генеральному штабу, с прикомандированием к лейб-гвардии конно-пионерному батальону для ознакомления со строевой службой.
17 июля 1842 переведён в Гвардейский Генеральный штаб. Состоя затем в должности адъютанта при штабе, в 1843 году был командирован на съёмку и для военного обозрения Эстляндской губернии. 6 декабря того же года произведён в поручики, а в апреле 1845 года командирован в Отдельный Кавказский корпус.
По прибытии на Кавказ, поступил сначала в Чеченский отряд, а затем, исполняя должность начальника штаба Самурского отряда, составил маршрут для движения с 1 по 7 июня, производил под огнём неприятеля рекогносцировку реки Кара-Койсу и горы Гуниба, находился в авангарде отряда при переправе через реку у селения Магар и участвовал в истреблении села Гочады. В сражении с горцами при Гунибе Козлянинов командовал всей артиллерией отряда, причём за особенное отличие 25 июля произведён в штабс-капитаны а за составленный им план горы Гуниба награждён орденом св. Анны 3-й степени с мечами.
По возвращении в Санкт-Петербург, Козлянинов снова вступил в исправление должности старшего адъютанта в штабе главнокомандовавшего Гвардейским и Гренадерским корпусами по части Генерального штаба. 28 января 1848 года произведён в капитаны. Но мирная служба уже не могла удовлетворить молодого офицера. Его тянуло снова на Кавказ — туда, где он впервые познакомился с боевой обстановкой и проявил свои боевые способности. Вспоминая доброе отношение своего бывшего начальника отряда, князя Аргутинского-Долгорукова, он обратился к нему с письмом, прося снова о переводе в Кавказскую армию.
«Не сердись, любезнейший Николай Фёдорович, — писал ему князь, — что до сих пор не отвечал на ваше послание. Занятие наше и род жизни, который мы ведем в Дагестане, вы довольно знаете, чтобы не удивляться, не получая до сих пор ответа на милое воспоминание ваше обо мне. Признаюсь, мне приятно думать, что время, которое мы провели вместе в горах, оставило в вас столь приятные впечатления, что они сохранились до сих пор и даже обратились в желание вновь служить с нами. Милости просим… Вам нужна война и война. Я имел в виду предоставить вам место вновь положенное, управляющего моим штабом; оно доставило бы довольно пищи вашей деятельности, вполне соответствовало вашим способностям и могло обещать вам много в будущем. Но по Высочайшему положению это место может быть занято полковником, и в крайнем только случае, подполковником, а, к несчастью, настоящий ваш чин не соответствует положению. Мой же совет вам, если вы не измените намерения делить с нами военные труды, по производстве вашем и если места в моем штабе будут и тогда заняты, перейти в Апшеронский или Дагестанский полки, которые хороши в настоящем и много обещают в будущем. Вы всегда разделяли моё мнение, что самое лестное место для русского дворянина, посвятившего себя военной службе, командовать полком, а при бессменной военной деятельности этих полков и ваших достоинствах вам этого ждать придется недолго».
Однако этим советом Козлянинов не мог воспользоваться и в 1849 году получил назначение на должность дивизионного квартирмейстера 1-й лёгкой гвардейской кавалерийской дивизии, с которой участвовал в походе гвардии к западным пределам Российской империи, по случаю Венгерского мятежа. В декабре месяце того же года переведён в лейб-гвардии конно-пионерный дивизион, 6 декабря 1851 года произведён в полковники, с переводом в 7-й уланский генерал-адъютанта графа Остен-Сакена Ольвиопольский полк и, не отправляясь по месту назначения, был прикомандирован к Образцовому кавалерийскому полку, для ознакомления со строевой службой.
7 августа 1852 года Козлянинов был утверждён командиром 2-го дивизиона Ольвиопольского полка, которым командовал в то время его брат Пётр, а с открытием Восточной войны поступил в состав левой колонны графа Нирода, перешёл Прут у местечка Леово и командовал авангардом при атаке укреплённой позиции у Ольтеницкого карантина, за что был награждён орденом св. Владимира 4-й степени с мечами. Затем принимал участие в осаде Силистрии, командовал аванпостами армии и с 14 мая по 4 июня 1854 года производил рекогносцировки крепости.
В мае 1855 года, по распоряжению главнокомандующего Южной армией, командирован в Севастополь. Здесь он с 29 мая исполнял должность помощника начальника штаба и за отличную храбрость и мужество при отбитии неприятельского штурма 6 июня, награждён золотой саблей с надписью «За храбрость».
В июле 1855 года назначен исправляющим должность начальника штаба 4-го армейского корпуса; 24 декабря произведён в генерал-майоры (со старшинством от 27 августа 1855 года), а 31 января 1856 года назначен генерал-квартирмейстером Южной армии. В мае того же года участвовал в комиссии под председательством генерал-адъютанта князя Васильчикова, с 10 июля по 2 августа исправлял должность генерал-квартирмейстера 2-й армии.
22 мая 1857 года назначен начальником штаба Отдельного резервного кавалерийского корпуса, начальнику которого подчинялись и все легкие кавалерийские дивизии, а через четыре года, 15 июня 1861 года, получил новое назначение — командующим 5-й кавалерийской дивизией. 30 августа того же года произведён в генерал-лейтенанты с утверждением в должности начальника дивизии. С 16 октября 1862 года по февраль 1863 года состоял членом комитета для обсуждения и развития предположенных изменений в организации войск.
31 января 1863 года Козлянинов был зачислен в Генеральный штаб. Во время польского мятежа находился с дивизией в Киевской и Волынской губерниях, командовал войсками Северо-Западного отряда и управлял гражданской частью в объявленных на военном положении уездах Волынской губернии.
24 февраля 1865 года Козлянинов был назначен помощником командующего войсками Киевского военного округа. 6 января 1869 года состоялось назначение его командующим войсками Киевского военного округа.
В 1870 году он был уволен по болезни в отпуск. Император Александр II выразил по этому поводу душевное сожаление, а по возвращении Козлянинова из отпуска, 28 марта 1871 года назначил его генерал-адъютантом. Но болезнь скоро снова начала усиливаться и Козлянинов вынужден был просить об уволнении от должности. Ходатайство было уважено и 26 апреля 1872 года он получил назначение членом Военного совета, с увольнением в отпуск в Россию и заграницу до излечения болезни и с сохранением полного содержания. 16 апреля 1878 года произведён в генералы от инфантерии.
Скончался 9 марта 1892 года в Москве, похоронен на кладбище Донского монастыря.
В продолжение своей многолетней службы Козлянинов был призываем к участию во многих комитетах и совещаниях, подготовлявших материалы для реформ царствования императора Александра II, участвовал в совещании для выработки правил строя для стрелковых батальонов, в совещаниях по установлению главных оснований территориальной системы военного управления и состоял председателем комиссии для удостоверения в правильности и удобстве размещения войск, военных управлений и учреждений в Киеве.
Свои многолетние наблюдения он предполагал издать в виде приведённых в систему записок, но его намерения вследствие болезни остались невыполненными. «Не мало видел я интереснаго, — говорит он в одной из своих заметок, — не мало работал и думал, не мало знал близко и других деятелей в течение моей долгой, более полувековой деятельности. Хотел я виденное, передуманное и пережитое изложить последовательно письменно в своё утешение и в поучение сына. Но, работав много и страстно, не хватило на то времени и, полагаясь на свою замечательную память и сохранённые документы и переписку, я отлагал это дело до окончания служебной деятельности и времени отдыха. Но это время совпало с началом болезни, а смерть сына повергла меня в совершенную апатию и отняла у этого дела главную цель».
От брака с Екатериной Васильевной NN (1848—1901), имел двух дочерей — Екатерину (1864—1935; свитная фрейлина; замужем за Н. В. Струковым) и Марию (замужем генералом за П. П. Гессе).

## Награды
Среди прочих наград Козлянинов имел ордена:
- Орден Святой Анны 3-й степени с мечами (1846 год)
- Орден Святой Анны 2-й степени (1848 год, императорская корона к этому ордену пожалована в 1849 году)
- Орден святого Владимира 4-й степени с мечами (1853 год)
- Золотая сабля с надписью «За храбрость» (21 июля 1855 года)
- Орден Святого Станислава 1-й степени (1856 год)
- Орден Святой Анны 1-й степени (1859 год)
- Орден Святого Владимира 2-й степени (1863 год)
- Орден Белого орла (1866 год)
- Орден Святого Александра Невского (20 мая 1868 года, алмазные знаки к этому ордену пожалованы 29 мая 1885 года)